# روجر دين
ويليام روجر دين(بالإنجليزية: William Roger Dean)‏ والمعروف باسم روجر دين(ولد في 31 أغسطس 1944)، هو فنان إنجليزي ومصمم وناشر. ومن المعروف عن عمله في الملصقات وأغاني الألبوم للموسيقيين، الذي بدأ الرسم في أواخر العقد الستينات . الأغطية غالبا ما تتميز منظر طبيعي الغريبة، الخيال. وقد باع عمله أكثر من ستين مليون نسخة في جميع أنحاء العالم.

## الموقع الرسمي
- Roger Dean website

## روابط خارجية
- روجر دين على موقع IMDb (الإنجليزية)
- روجر دين على موقع الموسوعة البريطانية (الإنجليزية)
- روجر دين على موقع ميوزك برينز (الإنجليزية)
- روجر دين على موقع أول ميوزيك (الإنجليزية)
- روجر دين على موقع ديسكوغز (الإنجليزية)
- روجر دين على موقع قاعدة بيانات الفيلم (الإنجليزية)